# Sergio Cabrera
Pour les articles homonymes, voir Cabrera.
Sergio Cabrera, né le 20 avril 1950 à Medellín est un philosophe, réalisateur, directeur de la photographie, acteur, scénariste et producteur colombien.

## Biographie
Sergio Cabrera est né en 1950 d’un père acteur, Fausto Cabrera, exilé en Colombie pour fuir le régime franquiste, et d’une mère colombienne, Luz Elena Cárdenas, directrice de théâtre. En 1960, Sergio Cabrera, à l’âge de 10 ans, part pour la Chine avec sa famille. Il y poursuit ses études dans une école nationale. A 16 ans, il fut garde rouge en Chine. Lorsqu'il revient en Colombie, il a conservé une forte influence de la Révolution Culturelle chinoise.
En Colombie, il rejoint alors la guerrilla de l'Armée Populaire de Libération, à l'âge de 19 ans. Il la quittera à l'âge de 23 ans, après quatre années passées dans la jungle. L'abandon de la guerrilla l'oblige à repartir en Chine pour éviter les représailles. Il fait des études de philosophie à l’Université de Pékin. Intéressé par le cinéma, il ne peut intégrer l'école de cinéma en Chine. Mais il fait connaissance alors de Joris Ivens, qui l'emploie comme interprète, et réalise ses premiers courts métrages. Puis il se forme aux techniques cinématographiques à l’International Film School de Londres à partir de 1975.

### Carrière de cinéaste
Il a réalisé de nombreux courts métrages, longs métrages, documentaires et séries télévisées.
Son film La stratégie de l'escargot a été le plus acclamé, et a été présenté au Festival International de Cinéma de Berlin et au Festival du cinéma latino américain de Biarritz,.
En 2002, il a dû arrêter son travail sur le film Ciudadano Escobar après avoir reçu des menaces du narcotrafic colombien. Le film est finalement sorti en 2004.

### Carrière politique
Il a été député pour le parti Colombia Siempre, mandat qu'il a dû abandonner suite à des menaces de mort.
Le 18 août 2022, le président Gustavo Petro l'a nommé ambassadeur de Colombie en Chine.
En 2021, Juan Gabriel Vasquez lui consacre un roman racontant sa vie et celle de sa famille: Une rétrospective.

## Filmographie
- Elementos para una acuarela (1987)
- Técnicas de duelo: una cuestión de honor (1989)
- Escalona (1990, série télévisée)
- La mujer doble (1991-1992, TV)
- El último beso (1992-1993, TV)
- La Stratégie de l'escargot (La estrategia del caracol, 1994)
- Águilas no cazan moscas (es) (1995)
- Ilona llega con la lluvia (es) (1996)
- Golpe de estadio (es) (1998)
- Severo Ochoa. La conquista de un Nobel (es) (2000, TV)
- Ciudadano Escobar (2002)
- Perdre est une question de méthode (Perder es cuestion de método, 2004)
- Cuéntame cómo pasó (2005-2007, série télévisée)
- ¡A ver si llego! (2009, série télévisée)
- La Pola (2010, série télévisée)
- La duda (1982, série télévisée)